# Dendrolagus scottae
Dendrolagus scottae (Тенкіл) — вид родини Кенгурових. Етимологія: вид названий на честь Вініфреда Віолета Скота (англ. Winifred Violet Scott), який зробив посмертний внесок у сприяння збереження зникомих видів. Вид проживає в горах Торічеллі, провінція Вест Сепік (англ. West Sepik), Папуа Нова Гвінея на висотах 830—1520 м. Чисельність виду: менше 250 особин; ареал: 25-40 км². Це вид гірських тропічних лісів. Велику частину часу перебуває на землі. Тварини насторожені і, як правило, зустрічаються тільки як одинаки, хоча у минулому були зареєстровані невеликі групи тварин. Здається, сезону розмноження нема й самиці народжують одного, можливо, двох дитинчат.

## Загрози та охорона
Виду загрожує полювання на їжу місцевими жителями, втрата місця існування через перетворення лісів у сільськогосподарські угіддя та регіональний ріст людського населення.